# Kokošine
Kokošine  (lat. Megapodiidae) su porodica ptica iz reda kokoški koja se sastoji od sedam rodova i više od dvadeset vrsta. To su zdepaste ptice srednje veličine i nalik na kokoš, s malenom glavom i velikim stopalima. Njihovo ime Megapodiidae doslovno znači veliko stopalo (grč. mega = velik, poda = stopalo) i odnosi se na teške noge i stopala tipična za kopnene ptice. Većina vrsta živi u šumovitim staništa, a i većina ih je smeđeg ili crnog perja. Izležene ptice su potrkušci, izlegnu se otvorenih očiju, s tjelesnom koordinacijom i snagom. Također imaju potpuno razvijeno perje te mogu trčati i loviti plijen. Kod nekih vrsta čak i mogu letjeti isti dan kad se izlegnu.

## Razmnožavanje
Kokošine ne inkubiraju jaja svojom tjelesnom toplinom kao ostale ptice, nego ih zakopaju. Njihova jaja su jedinstvena što imaju veliko žumance, koje zauzima 50-70% težine jajeta. Najbolje su poznate po tome što grade gnijezda u obliku nasipa od istrunule vegetacije, a mužjak dodaje ili sklanja otpad, te tako regulira unutrašnju toplinu. Međutim, neke vrste na drukčiji način zakopaju jaja: postoje one koje koriste geotermalnu energiju, i druge, koje se oslanjaju na toplinu suncem ugrijanog pijeska. Neke se vrste čak oslanjaju na način inkubacije ovisan o vanjskom okolišu.
Mladi kad se izlegnu nemaju jajni zub: koriste svoje snažne kandže da se izlegnu iz jajeta. Zatim prokopaju tunel do površine nasipa, ležanjem na leđima te grebanjem u pijesak i biljne tvari. Potrkušci su, izlegnu se iz jajeta s potpuno razvijenim perjem, te su odmah aktivni. Već dobivaju i sposobnost letenja, te mogu živjeti samostalno, bez pomoći roditelja.

## Rasprostranjenost
Kokošine žive u širim australazijskim područjima, uključujući otoke zapadnog Pacifika, Australiju, Novu Gvineju, te indonezijske otoke na istoku Wallaceove linije, ali također i u Andamanima i Nikobarima u Bengalskom zaljevu. Rasprostranjenost porodice smanjena je na području Pacifika s dolaskom čovjeka, te je na brojnim otočnim skupinama, kao što su Fidži, Tonga i Nova Kaledonija regionalno izumrlo većina ili sve vrste porodice.

## Vanjske poveznice
- Video, fotografije i zvukovi
- Fotografije gnijezda nasipa M. tenimberensis  Arhivirana inačica izvorne stranice od 27. srpnja 2011. (Wayback Machine) Oriental Bird Club